# Рибозмій широкосмугий
Рибозмій широкосмугий (Ichthyophis asplenius) — вид земноводних з роду Рибозмій родини Рибозмії.

## Опис
Загальна довжина досягає 30—35 см. Голова невелика звужена на кінці. очі маленькі, атрофовані. Тулуб стрункий, кремезний. Присутні первинні кільця. Забарвлення чорне з різними відтінками. З боків проходять широкі жовті смуги. Звідси походить назва цього виду.

## Спосіб життя
Полюбляє субтропічні і тропічні вологі ліси, річки, плантації, сади, добре зрошувані орні землі. Живе в прісних водоймах або в нижніх шарах лісової підстилки. Дорослі особини ведуть підземний спосіб життя. Живиться наземними безхребетними та їх личинками.
Самиця яйця відкладає на березі водойм, личинки розвиваються у воді.

## Розповсюдження
Поширений у Малайзії (Малаккський півострів, північ о. Калімантан) та південному Таїланді.